# Adamo Tadolini
 (décembre 2024).
Pour les articles homonymes, voir Tadolini.
Adam Tadolini (né le 21 décembre 1788 à Bologne et mort le 16 février 1868 à Rome) est un sculpteur néoclassique italien du XIXe siècle.

## Biographie
Après avoir fréquenté l'Académie des Beaux-Arts de Bologne, en 1814, 'Adam Tadolini s'installe à Rome, où il est l'élève de Canova. En 1820, il épouse Serafina Passamonti et en 1825 il est nommé à l'Accademia di San Luca. En 1830 il refuse le poste de professeur de sculpture à l'Académie de Bologne.
Son œuvre principale est la Statue équestre de Simón Bolívar. Commandée à Tadolini à la suite d'un concours gagné en 1825, elle ne sera inaugurée qu'en 1859. Si elle manifeste l'influence de Canova, elle s'en distingue cependant par des réminiscences baroques, son sens de l'énergie et de la monumentalité.
Son fils Scipione Tadolini (1822–1892) et son petit-fils Giulio Tadolini (1849–1918) furent également sculpteurs dans la même tradition stylistique.

## Œuvres principales
- Monument et statue équestre de Simón Bolívar à San Francisco, juste en face de l'Hôtel de ville, depuis 1984. Un second exemplaire est installé sur la Plaza Bolívar à Lima depuis 1859. Un troisième se situe dans la ville de naissance du Libertador, sur la Plaza Bolívar de Caracas, l'un des lieux les plus célèbres et visités du Venezuela. Un quatrième se trouve à Québec au Parc de l'Amérique-Latine.
- Buste de Ludovico Antonio Muratori.
- Buste de Jean-Baptiste Morgagni.
- Monument Morichini, église San Marcello al Corso, Rome, 1819.
- Monument à Flavia Foschini, 1826.
- Statue de Saint-Paul, Place Saint-Pierre, Vatican.
- Statue de la religion, Basilique Saint-Pierre, Vatican.
- Saint-Pierre d'Alcantara, Cathédrale de São Paulo.
- Tombeau du cardinal Lante, Bologne.

## Sources
- (it) Cet article est partiellement ou en totalité issu de l’article de Wikipédia en italien intitulé « Adamo Tadolini » (voir la liste des auteurs).